# Friede von Hubertusburg

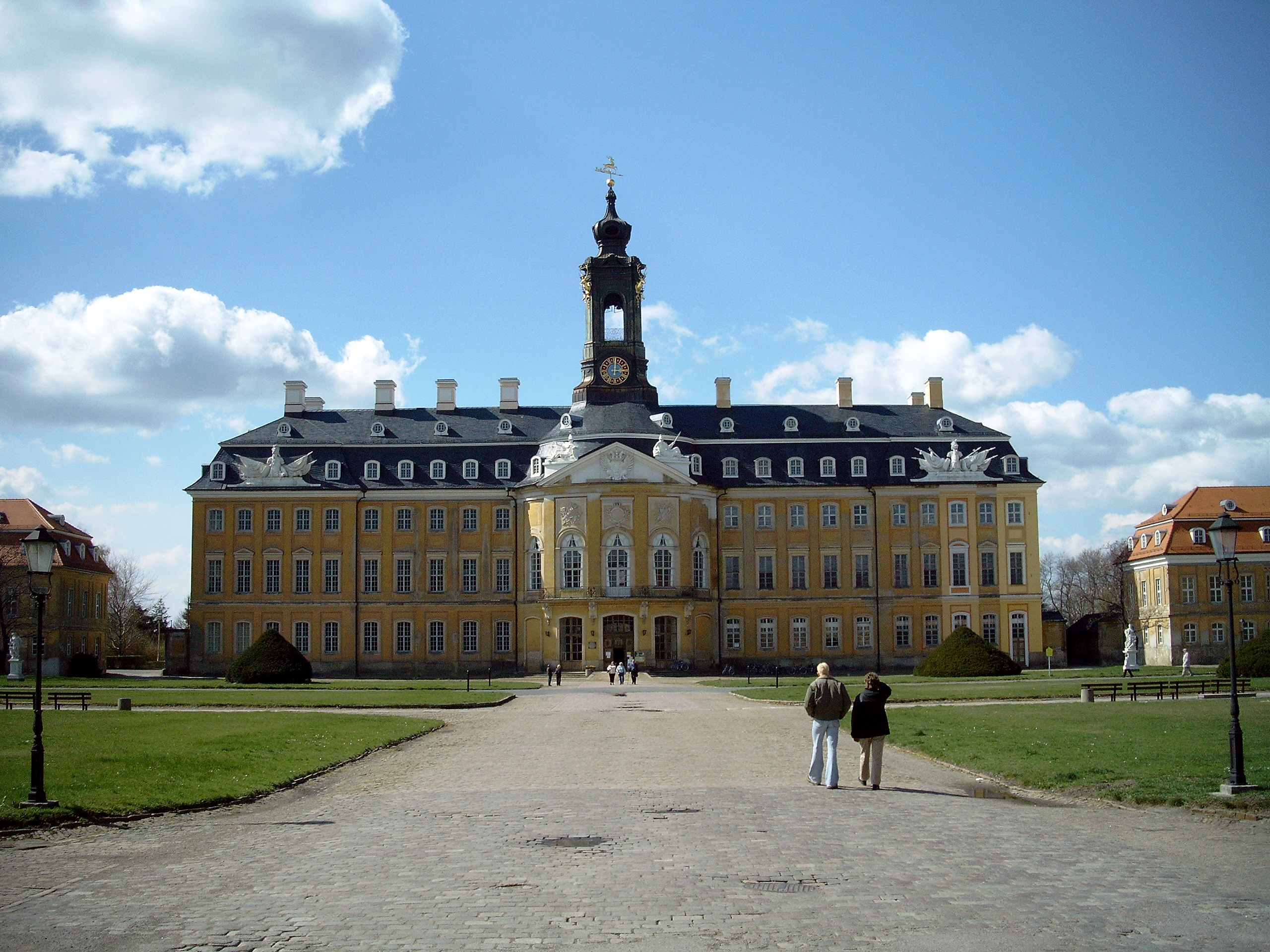
Schloss Hubertusburg

Der Friede von Hubertusburg (auch Hubertsburger Friede) ist eine Sammelbezeichnung der am 15. Februar 1763 geschlossenen Friedensverträge zwischen Preußen, Österreich und Sachsen. Die Verträge wurden auf dem sächsischen Schloss Hubertusburg östlich von Leipzig unterzeichnet und beendeten den Siebenjährigen Krieg auch im Bereich des Heiligen Römischen Reiches, nachdem er mit dem Frieden von Paris bereits in Westeuropa, Nordamerika und Indien beendet worden war.

## Geschichte

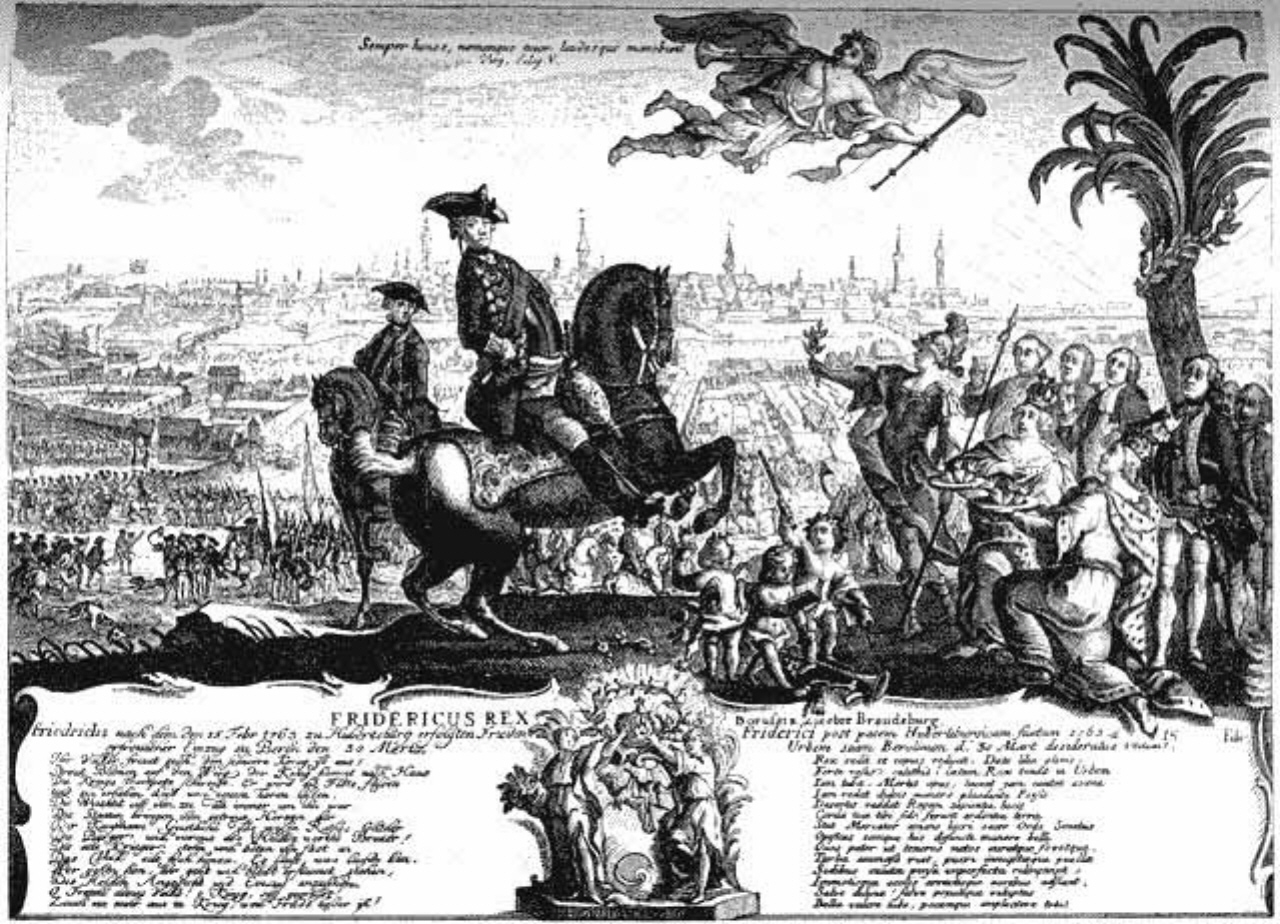
Friedrich II. zieht nach dem Hubertusburger Frieden am 30. März 1763 in Berlin ein und wird von seinen Untertanen gefeiert (Radierung, Johann Lorenz Rugendas).

Österreich war in der zweiten Hälfte des Jahres 1762 am Ende seiner wirtschaftlichen und militärischen Kraft und musste nach dem Ausscheiden seiner Verbündeten Russland (Friede von Sankt Petersburg), Schweden (Friede von Hamburg) und Frankreich, das mit England einen Präliminarfrieden schloss, der im Definitivfrieden von Paris bestätigt wurde, Friedensverhandlungen mit Preußen aufnehmen. Sachsen übernahm dabei als österreichischer Verbündeter die Vermittlerrolle.
Bereits am 24. November schlossen Preußen und Österreich einen Waffenstillstand. Der sächsische Kronprinz Friedrich Christian besuchte den preußischen König Friedrich II. in seinem Hauptquartier in Meißen, um mit ihm, in Abstimmung mit dem Warschauer Hof und im Auftrag Österreichs, die Friedensverhandlungen einzuleiten.
Die Unterhandlungen begannen am 30. Dezember 1762 in dem von preußischen Truppen geplünderten Jagdschloss Hubertusburg bei Wermsdorf in Sachsen, das für die Dauer der Verhandlungen von allen drei Staaten zum neutralen Gebiet erklärt wurde. Da das Schloss vollständig ausgeräumt war, fanden die Verhandlungen in einem Nebenflügel statt. Der Reichstag in Regensburg hatte schon einige Tage vorher seine Neutralität erklärt. Die Verhandlungen führten keine Minister oder Sonderbotschafter, sondern erfahrene Staatsbeamte: für Österreich der Hofrat Heinrich Gabriel von Collenbach, für Preußen der Legationsrat Ewald Friedrich von Hertzberg und der sächsische Geheime Rat Thomas von Fritsch. Die Unterhändler waren mit großen Vollmachten versehen und entwarfen die Friedensartikel, deren Hauptpunkt die entschädigungslose Abtretung der besetzten Länder und Ortschaften von Österreich an Preußen auf Grundlage des Berliner Friedens von 1742 und des Zweiten Aachener Friedens von 1748 war.
Am 15. Februar 1763 unterzeichneten Collenbach und Hertzberg im Schloss Hubertusburg den Friedensvertrag zwischen Preußen und Österreich. Einziger Streitpunkt war die Abtretung der böhmischen Grafschaft Glatz. Österreich wollte unter allen Umständen die Festung behalten und bot Preußen sogar die Übernahme der schlesischen Schulden und den Verzicht der österreichischen Krone auf den Titel Herzog von Schlesien an. Doch Preußen zeigte sich unnachgiebig und die Grafschaft mit Festung und der gesamten militärischen Ausrüstung kam zurück an den preußischen Staat. Der Friedensvertrag wurde von Preußen am 21. Februar und von Österreich am 24. Februar 1763 ratifiziert.
Die Ratifikation seitens des Königreichs Preußen erfolgte durch die Unterschrift Friedrichs II. im nahen Schloss Dahlen.
Ebenfalls am 15. Februar wurde am selben Ort ein Friedensvertrag zwischen Preußen und Sachsen geschlossen und vom preußischen Unterhändler Hertzberg und dem sächsischen Bevollmächtigten Fritsch unterzeichnet. Der Kriegszustand zwischen beiden Staaten war damit beendet.

## Inhalt

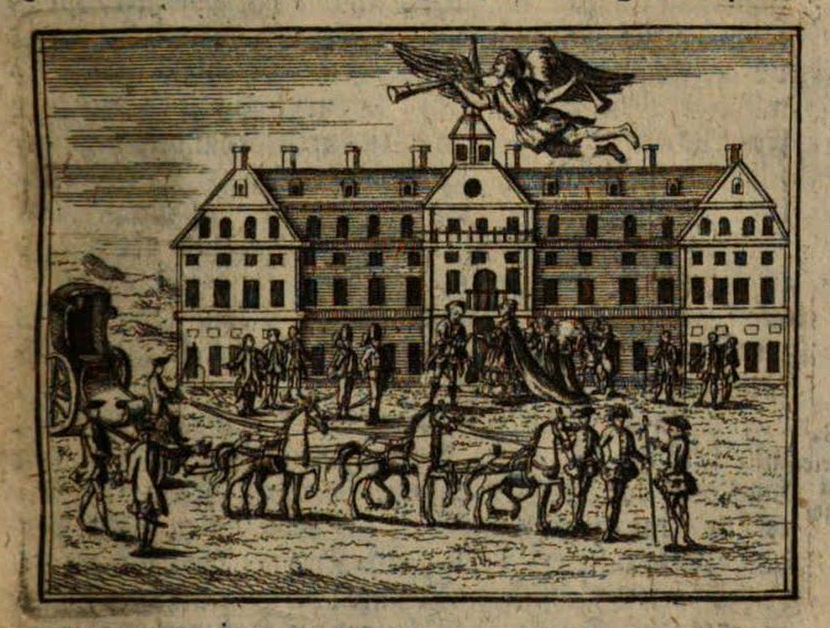
Illustration aus dem prohabsburgischen Neueröffneten Historischen Bildersaal: „1762 Hubertusburg wird zur Friedenshandlung gewählet“

### Friedensvertrag zwischen Preußen und Österreich
Der Friedensvertrag bestand aus 21 Artikeln und zwei geheimen Zusatzartikeln.
Maria Theresia und ihre Nachfolger und Erben verzichteten entschädigungslos auf alle Gebietsansprüche gegenüber Preußen, die sie im Vorfrieden von Breslau und dem Definitivfrieden von Berlin abgetreten hatte. Preußen seinerseits verpflichtete sich, auf Entschädigungen für Verluste während des Krieges zu verzichten.
Vereinbart wurde die sofortige Einstellung der Feindseligkeiten und der Rückzug aller Truppen. Die von der österreichischen Armee besetzte Grafschaft und Festung Glatz wurde geräumt und kam zurück an Preußen. Preußen gewährte der Bevölkerung der Grafschaft ein Auswanderungsrecht und zog seinerseits seine Truppen aus Kursachsen ab. Alle Kriegsgefangenen und Geiseln wurden unverzüglich freigelassen, auch die zwangsrekrutierten fremden Untertanen aus dem Heeresdienst. Die von Österreich konfiszierten preußischen Archive gingen zurück an den preußischen Staat. Preußen gewährte der schlesischen Bevölkerung Religionsfreiheit und anerkannte deren Privilegien und Besitzungen.
Beide Staaten verpflichteten sich gegenseitig, den Handel zwischen ihren Ländern zu fördern. Ziel war der Abschluss eines Handelsvertrages.
In geheimen Zusatzartikeln gab der preußische König die Zusage, seine brandenburgische Kurstimme für die Römische Königswahl (27. März 1764) dem Sohn Maria Theresias, Joseph, zu geben und die Beihilfe zur Unterstützung der habsburgischen Erbfolge im Herzogtum Modena.

### Friedensvertrag zwischen Preußen und Sachsen
Der Friedensvertrag bestand aus elf Artikeln und drei Separatartikeln.
Alle Kriegshandlungen wurden beendet. Es galt eine sofortige Waffenruhe. Preußen verpflichtete sich, seine Truppen innerhalb von drei Wochen aus Kursachsen abzuziehen. Es wurde eine allgemeine Amnestie erlassen. Der Vorkriegszustand, auf der Basis des Friedens von Dresden aus dem Jahre 1745, wurde wiederhergestellt. Sachsen bestätigte erneut den Verzicht auf die Ortschaften Schidlow und Fürstenberg an der Oder. Preußen gewährte Sachsen Durchzugsrecht, auch für sächsische Truppen, durch Schlesien nach Polen.
Beide Staaten garantierten sich gegenseitig die Einhaltung und Ratifikation des Vertrages.

## Auswirkungen
Somit war der Status quo vor Ausbruch des Siebenjährigen Krieges wiederhergestellt. Der Besitz Schlesiens mit Glatz wurde Preußen zum dritten Mal und damit endgültig, nach den Friedensverträgen von Berlin 1742 und Dresden 1745, bestätigt.
Preußen hatte sich durch den Siebenjährigen Krieg als fünfte Großmacht in Europa etabliert. Durch seine Stärkung hatte sich der Dualismus mit Österreich vertieft. Frankreich verzichtete auf ein weiteres Engagement in Nordamerika und England gewann die maritime Vorherrschaft gegenüber Frankreich und Spanien. Die Unabhängigkeit Nordamerikas von Frankreich und die Großmachtstellung Preußens wurden in enger Beziehung miteinander erkämpft. Der Siebenjährige Krieg brachte außerdem einen großen Machtanstieg Russlands.
Der preußische König Friedrich II. gab selbst in seiner „Geschichte des Siebenjährigen Krieges“ ein Urteil über die Beendigung der Kämpfe:

„So endigt der blutige Krieg, der ganz Europa umzuwälzen drohte, und in dem doch keine Macht, mit Ausnahme von Großbritannien, ihr Gebiet um einen Fußbreit erweitert hat. Der Friede zwischen Frankreich und England wurde nur wenige Tage vor dem Hubertusburger Frieden unterzeichnet. Durch ihn verlor Frankreich seine wichtigsten Besitzungen in Amerika.
Wer konnte voraussehen oder sich denken, daß Preußen dem Angriff jenes furchtbaren Bündnisses von Österreich, Rußland, Frankreich, Schweden und dem ganzen Römischen Reiche widerstehen und aus einem Kriege, wo ihm überall Untergang drohte, ohne den geringsten Verlust an Besitzungen hervorgehen würde? Wer konnte ahnen, daß Frankreich mit seinen gewaltigen Hilfsmitteln, seinen starken Bündnissen, seiner inneren Kraft seine wichtigsten Besitzungen in Ostindien verlieren und das Opfer des Krieges sein würde? Alle diese Ereignisse mußten im Jahre 1757 unglaublich erscheinen.“

Gleichwohl wird in der neueren Geschichtsforschung herausgearbeitet, dass Friedrich II. kein einziges seiner Kriegsziele erreicht hatte. „Der Frieden von Hubertusburg war ein großer Erfolg für den besiegten, besetzten und bis dahin noch akut bedrohten sächsischen Staat“. Eine herausragende Rolle beim Zustandekommen der beiden Friedensverträge spielte dabei Thomas von Fritsch als sächsischer Bevollmächtigter in den Verhandlungen zwischen Sachsen und Preußen sowie als „Mediator“ zwischen Preußen und Österreich. Er erreichte überdies, dass die Besatzungsmacht unmittelbar nach Friedensschluss Sachsen verließ. Fritsch verzichtete auf die Aushandlung von finanziellen Entschädigungen für Sachsen, da ihm und dem in Dresden verbliebenen Kurprinzenpaar der schnelle Friedensschluss wichtiger war. Das Ende der sächsisch-polnischen Union ist, anders als oftmals dargestellt, nicht mit dem Hubertusburger Frieden verbunden.

## Auszug aus dem Frieden von Hubertusburg vom 15. Februar 1763 zwischen Preußen und Österreich

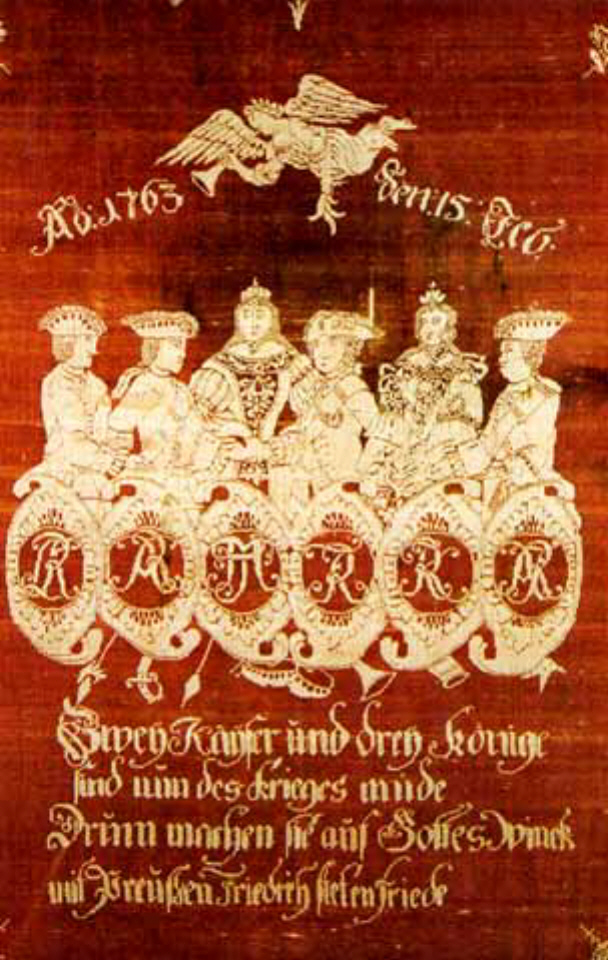
Allegorische Darstellung des Hubertusburger Friedens

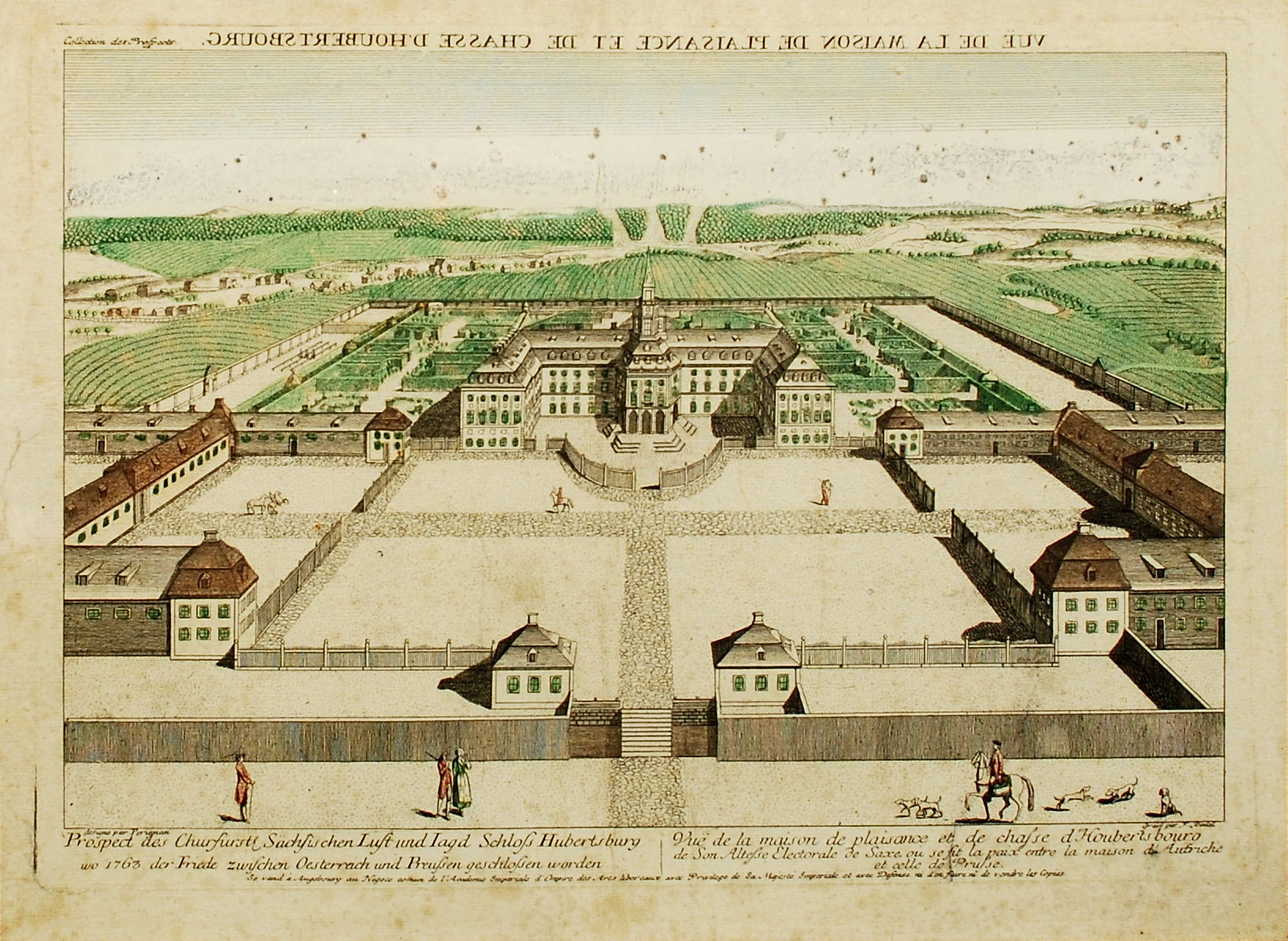
Guckkastenblatt anlässlich des Hubertusburger Friedens

Artikel I. „Es wird fortan ein unverletzlicher, beständiger Friede, ebenso ehrliche Eintracht und vollkommene Freundschaft herrschen zwischen ihrer Majestät der Kaiserin, Apostolischen Königin von Ungarn, Königin von Böhmen einerseits und Seiner Majestät dem König von Preußen andererseits, ihre Erben und Nachkommen sowie ihre Staaten und Untertanen eingeschlossen. Folglich werden die beiden hohen vertragschließenden Parteien künftig nicht gestatten, daß sich irgendeine Feindseligkeit, heimlich oder öffentlich, mittelbar oder unmittelbar, ereignet. Sie werden nichts, unter welchem Vorwand es auch immer sein möge, vornehmen, was dem anderen zum Schaden gereicht. Vielmehr werden sie ihre größte Aufmerksamkeit dahin richten, ihre Freundschaft und ihr gegenseitiges Einvernehmen zu bewahren, und alles vermeiden, was in Zukunft die glücklich wiederhergestellte Eintracht stören könnte. Sie werden danach trachten, sich gegenseitig bei jeder Gelegenheit zu Ehre, Nutzen und Vorteil zu dienen.“
Artikel III. „Ihre Majestät die Kaiserin, Apostolische Königin von Ungarn, Königin von Böhmen, verzichtet für ihre Person wie für ihre Erben und Nachkommen auf alle Ansprüche, die sie gegen die Staaten und Länder Seiner Majestät des Königs von Preußen hegen oder erheben könnte, insbesondere auf jene, die in den Breslauer Präliminarien und im Berliner Frieden abgetreten wurden. Ebenso entsagt sie jeder Entschädigung für Verluste und Einbußen, die sie sowie ihre Staaten und Untertanen während des Krieges erlitten haben könnten.“
„Seine Majestät der König von Preußen verzichtet gleichermaßen für sich, ebenfalls seine Erben und Nachkommen auf alle Ansprüche, die er gegen die Staaten und Länder Ihrer Majestät der Kaiserin, Apostolischen Königin von Ungarn, Königin von Böhmen, hegen oder erheben könnte. Ferner entsagt er jeder Entschädigung für Verluste oder Einbußen, die er oder seine Untertanen während des Krieges erlitten haben könnten.“
Artikel XII. „Die Breslauer Friedenspräliminarien vom 11. Juni 1742 und der Friedensschluß, unterzeichnet zu Berlin am 28. Juli desselben Jahres, der Grenzrezeß von 1742 und der Dresdener Friedensvertrag vom 25. Dezember 1745 werden erneuert und bekräftigt, soweit ihre Bestimmungen gegenwärtigem Vertrage nicht widersprechen.“
Artikel XVII. „Seine Majestät der König von Polen, Kurfürst von Sachsen, wird in diesen Frieden eingeschlossen, auf Grundlage des Friedensvertrages, den er heute mit Seiner Majestät dem König von Preußen abgeschlossen hat.“
Artikel XX. „Die hohen vertragschließenden Parteien sind übereingekommen, ihre Bündnisgenossen in diesen Friedensvertrag einzubeziehen und behalten sich vor, diese in einem Sonderabkommen einzeln aufzuführen, dem dieselbe Geltung zukommen soll, als ob es diesem Vertrag Wort für Wort einverleibt wäre, und das ebenfalls von den hohen vertragschließenden Parteien ratifiziert werden soll.“